# União da Juventude de Timor-Leste
Die União Juventude Timor Leste UJTL (englisch East Timorese Youth Union, deutsch Union der Jugend Osttimors) war eine Widerstandsgruppe osttimoresischer Jugendlicher, die sich gegen die Besetzung durch Indonesien richtete.
Die Gruppe wurde von 75 Mitgliedern 1990 gegründet, die aus sechs der 13 Distrikten stammten. Ziel der UJTL war, den militärischen Geheimdienst Indonesiens Bakin zu unterwandern.
Im April 1999 unterstellte sich die UJTL, ebenso wie 13 andere Jugend-Widerstandsorganisationen dem Presidium Juventude Lorico Ass'wain Timor Loro Sa'e des CNRT, dem Dachverband des osttimoresischen Widerstandes.